# Байбаков Микола Костянтинович
Мико́ла Костянти́нович Байбако́в (нар. 7 березня 1911, селище Сабунчу Бакинської губернії, тепер Азербайджан — 31 березня 2008, місто Москва) — радянський державний діяч, заступник голови Ради Міністрів СРСР, міністр нафтової промисловості СРСР, голова Державного планового комітету СРСР. Член ЦК КПРС у 1952—1961 і 1966—1989 роках. Депутат Верховної Ради СРСР 2-го, 4—5-го, 7—11-го скликань. Герой Соціалістичної Праці (5.03.1981). Доктор технічних наук (1966).

## Життєпис
Народився в селищі Сабунчі Бакинського повіту Бакинської губернії (тепер в складі міста Баку, Азербайджан) в родині робітника бакинських нафтопромислів. Навчався в середній школі міста Баку. У 1926 році вступив до комсомолу.
У 1932 році закінчив Азербайджанський індустріальний (нафтовий) інститут, здобув спеціальність гірничого інженера з нафтопромислів.
З січня 1932 по жовтень 1935 року — інженер другої групи експлуатації Балаханського промислу, помічник завідувача і завідувач групи Ленінського нафтопромислу в Баку.
У жовтні 1935 — січні 1937 року служив у Червоній армії: червоноармієць, командир в артилерійському полку на Далекому Сході.
З січня 1937 року — старший інженер із експлуатації, з липня 1937 року — головний інженер, з березня 1938 року — керуючий тресту «Леніннафта» (Баку).
З серпня 1938 по 1939 рік — начальник об'єднання «Східнафтовидобуток» (місто Куйбишев, РРФСР).
Член ВКП(б) з 1939 року.
У 1939—1940 роках — начальник Головного управління нафтовидобувної промисловості Сходу Народного комісаріату паливної (з жовтня 1939 року — нафтової) промисловості СРСР.
З лютого по липень 1940 року — заступник народного комісара нафтової промисловості СРСР. З липня 1940 по листопад 1944 року — 1-й заступник народного комісара нафтової промисловості СРСР. У 1942 році — уповноважений Державного комітету оборони СРСР зі знищення нафтових свердловин і нафтопереробних підприємств в Кавказькому регіоні.
30 листопада 1944 — 4 березня 1946 року — народний комісар нафтової промисловості СРСР.
4 березня 1946 — 28 грудня 1948 року — народний комісар (міністр) нафтової промисловості південних і західних районів СРСР.
28 грудня 1948 — 25 травня 1955 року — міністр нафтової промисловості СРСР.
25 травня 1955 — 3 травня 1957 року — голова Державної комісії РМ СРСР з перспективного планування народного господарства (Держплан СРСР).
4 травня 1957 — 7 травня 1958 року — голова Державної планової комісії РРФСР і 1-й заступник голови Ради міністрів Російської РФСР.
У травні 1958 — 25 грудня 1962 року — голова Ради народного господарства Краснодарського економічного адміністративного району. 25 грудня 1962 — березень 1963 року — голова Ради народного господарства Північно-Кавказького економічного району.
У березні — травні 1963 року — голова Державного комітету з хімії при Держплані СРСР — міністр СРСР. У травні 1963 — січні 1964 року — голова Державного комітету хімічної і нафтової промисловості при Держплані СРСР — міністр СРСР. У січні 1964 — 2 жовтня 1965 року — голова Державного комітету з нафтовидобувної промисловості при Держплані СРСР — міністр СРСР.
2 жовтня 1965 — 14 жовтня 1985 року — голова Державного планового комітету (Держплану) СРСР і заступник голови Ради міністрів СРСР.
З жовтня 1985 по 1988 рік — державний радник при Раді міністрів СРСР.
З січня 1986 року — персональний пенсіонер союзного значення в Москві. Головний науковий співробітник Інституту проблем нафти і газу РАН. Голова нафтогазової секції Наукової ради з комплексними проблемам енергетики при Президії РАН. Почесний президент ради піклувальників Російського державного університету нафти і газу імені Губкіна. Голова Наглядової ради Всеросійської асоціації «Конференція незалежних бурових і сервісних підрядників». Віцепрезидент Міжнародної паливно-енергетичної асоціації.
Помер 31 березня 2008 року від пневмонії. Похований в Москві на Новодівичому цвинтарі (ділянка № 3).

## Нагороди і звання
- Герой Соціалістичної Праці (5.03.1981)
- шість орденів Леніна (6.02.1942, 24.01.1944, 8.05.1948, 31.12.1966, 5.03.1971, 5.03.1981)
- орден Жовтневої Революції (5.03.1986)
- два ордени Трудового Червоного Прапора (31.07.1951, 22.02.1961)
- орден «За заслуги перед Вітчизною» II ст. (Російська Федерація) (7.03.2006)
- орден «Незалежність» (Азербайджан) (3.03.2006)
- орден «Слава» (Азербайджан) (1999)
- орден «Данакер» (Киргизія) (27.02.2006)
- орден Дружби (Чехословаччина) (1981)
- Ленінська премія (1963)
- Подяка Президента Російської Федерації (6.03.2001)
- Подяка Президента Російської Федерації (5.03.1996)
- Премія «Російський національний Олімп»
- Почесний член Російської академії природних наук (1996)
- медаль «Петро Перший» Російській академії природних наук
- Академік Російської академії космонавтики імені Ціолковського
- Почесний громадянин міста Ішимбая (Башкортостан)
- Почесний громадянин Старої Загори (1977)[3]